# 灣子內 (仁武區)
灣子內，原寫為灣仔內，是臺灣高雄市仁武區的一個傳統地域名稱，位於該區中部略偏西南。相較於今日行政區，其範圍大致包括灣內里不含東北端及西部邊界地帶中南側一小段、仁和里不含東南部、考潭里西部邊界地帶北段。
本地區境內主要聚落為灣仔內、南勢埔，設有灣內國小、登發國小。

## 歷史
台灣日治初期，灣子內地區為一街庄，稱為「灣仔內庄」（舊制街庄），隸屬於觀音下里。該庄昔日北與仁武庄、新庄為鄰，東邊北側一小段與蛇仔形庄為鄰，東邊其餘部分及東南邊與考潭庄為鄰，西南邊為赤山仔庄，西邊為八卦藔庄。
1901年（日治明治三十四年）11月11日，全台廢縣廳改設二十廳，該庄隸屬於鳳山廳。1904年（明治三十七年）5月3日，該庄編入「考潭區」，隸屬於鳳山廳。1909年（明治四十二年）10月25日，全台合併二十廳為十二廳，考潭區改隸屬於臺南廳。1920年（大正九年）10月1日，全台地方制度大改正，廢十二廳改設五州二廳，該庄改制並雅化為「灣子內」大字，隸屬於高雄州高雄郡仁武庄（新制街庄）。1924年（大正十三年）12月25日，高雄郡廢郡，仁武庄改隸屬於鳳山郡。
戰後仁武庄改制為仁武鄉，隸屬於高雄縣，大字亦改制為村。1950年（民國39年）10月1日，高、屏分治，仁武鄉仍隸屬於高雄縣。1951年（民國40年）8月，仁武鄉拆分出大社鄉，本地區仍隸屬於仁武鄉。2010年（民國99年）12月25日，高雄縣、市合併為直轄高雄市，仁武鄉改制為仁武區，村亦改制為里。

## 聚落
本地區發展較早的聚落為灣仔內、南勢埔、潭底（已消失），在日治初期的官方地圖上已有記載。

## 交通
國道10號又稱「高雄支線」或「高雄環線」，是左營至旗山的高速公路，經過本地區中部。最近的交流道在西南側為國道1號交會處的鼎金系統交流道及文自路交會處的左營端；在東北側為市道186號、區道高52-1線、區道高52線交會處共用的仁武交流道。由此等可快速前往國道10號沿線各地，或銜接國道1號、國道3號。
市道183號是楠梓至五甲的道路，經過本地區灣仔內聚落、南勢埔聚落西郊。由該道路北行可前往仁武區仁武市區、楠梓區，並止於楠梓市區的省道台22線路口；南行可前往鳥松區、鳳山區，並止於鳳山區與前鎮區邊界地帶的省道台17線路口。
區道高55線是烏材林至新大港（實際終點在仁武區、三民區區界）的道路，經過本地區的灣仔內聚落。

## 學校
- 灣內國小
- 登發國小